# Карташевський Всеволод Якович
Карташевський Всеволод Якович (нар. 15 вересня 1879 — †1978) — медик, почесний громадянин міста Скадовська.

## Життєпис
Народився у 1879. У 1904 закінчив Санкт-Петербурзьку військово-медичну академію, направлений у військову частину в Середній Азії, був лікарем російського консульства в Тегерані (Іран), потім працював лікарем у Херсоні, а з 1920 р. — у Скадовську. Саме в чорноморському містечку йому довелося пропрацювати майже сорок років на лікарській ниві, в 20-ті роки йому доводилося бути терапевтом й хірургом, педіатром і інфекціоністом. У період німецької окупації і після війни був завідувачем районної поліклініки.
Помер у 1978.

## Нагороди та відзнаки
- медаль «За відвагу»
- звання «Почесний громадянин міста Скадовська» (2001)
- грамота Президії Верховної Ради УРСР (1958)
- 2007 року прізвищем Всеволода Карташевського названо нову вулицю.

## Родинні зв'язки
- Син — Григорій Всеволодович Карташевський (1905–1983). Закінчив у 1921 р. Скадовську школу № 1, до 1924 р. працював у місті. В 1960–1975 рр. — начальник планово-економічного управління Міненерго УРСР. Нагороджений орденом «Знак Пошани» і шістьма медалями, «Почесний енергетик СРСР», персональний пенсіонер республіканського значення.
- Син — Володимир Всеволодович Карташевський (1912–1996). У 1927 р. закінчив Скадовську семилітню школу. В 1938–1975 рр. пройшов шлях від інженера до начальника Головного управління Міністерства машинобудівної промисловості УРСР. Нагороджений орденом «Червоної зірки» та орденом «Знак Пошани», персональний пенсіонер союзного значення.